# Bridgette Gusterson
Bridgette Marie Gusterson, född 7 februari 1973 i Perth, är en australisk vattenpolospelare. Hon var lagkapten i Australiens damlandslag i vattenpolo vid olympiska sommarspelen 2000. Sin första landskamp spelade Gusterson för Australien år 1992. Hon deltog i världsmästerskapen i simsport 1994 och 1998.
Gusterson spelade sju matcher och gjorde elva mål i den olympiska vattenpoloturneringen i Sydney som Australien vann.